# Svartálfar
Gli Svartálfar (lett. "elfi neri", più comunemente detti elfi oscuri), anche detti Døkkálfar o Myrkálfar erano, secondo Snorri Sturluson, una delle due categorie di elfi (Álfar) citate nell'Edda in prosa.
Essi dovrebbero vivere sottoterra, nello Svartálfaheimr, ma anche nelle foreste più cupe.
Si pensa inoltre che fossero collegati alla figura della morte, mentre i loro cugini Liósálfar a quella della vita.
Non si sa ancora se la distinzione fra i due tipi di elfi sia un'invenzione di Snorri o il risultato dell'influenza Cristiana sul concetto di Angeli, anche se ciò è improbabile dato che spesso nella cultura pagana i culti della morte e della fertilità erano strettamente correlati. È tuttavia plausibile che la dicotomia cristiana tra il bene e il male abbia influenzato questo e altri elementi della mitologia norrena.
Le menzioni di queste creature nelle fonti appaiono assai rarefatte (spesso vengono solo citate, come accade nelle ultime strofe del poema islandese Hrafnagaldr Óðins): ciò ha portato molti studiosi a ritenere che i Døkkálfar siano semplicemente nani (Dvergar in norreno).

## Gli Elfi oscuri nella cultura di massa
- Nel Marvel Cinematic Universe, Malekith il Dannato, nemico di Thor (celebre eroe della Marvel) è uno Svartálf.
- I drow sono ispirati a queste creature.
- Nel videogioco God of War, il boss chiamato "Svartáljǫfurr" è il re degli Svartálfar.
- La One-man band Folk metal e scaldica italiana Svartálfar prende il nome da questa razza di elfi della mitologia norrena.